# Maksim Piskunov
Maksim Aleksandrovič Piskunov (in russo Максим Александрович Пискунов?; 10 ottobre 1997) è un ex ciclista su strada e pistard russo, attivo a livello Elite dal 2016 al 2021, medaglia d'argento nella corsa a eliminazione agli europei su pista 2017.

## Palmarès

### Strada
- 2017 (Marathon-Tula, una vittoria)

8ª tappa Friendship People North-Caucasus Stage Race (Majkop > Majkop)
- 2018 (Marathon-Tula, due vittorie)

4ª tappa Tour of Cartier (Alanya > Alanya)
1ª tappa Vuelta Ciclista a Costa Rica (Pavas > Cañas)
- 2019 (Marathon-Tula, tre vittorie)

10ª tappa Tour du Maroc (Settat > Casablanca)
4ª tappa Tour of Mersin (Mersin > Mersin)
3ª tappa Five Rings of Moscow (Mosca > Mosca)
- 2020 (Marathon-Tula, due vittorie)

Grand Prix Antalya
2ª tappa Tour of Mevlana (Konya Mevlana > Konya Real)

### Pista
- 2015 (Juniores)

Campionati russi, Inseguimento a squadre Junior (con Dmitrij Markov, Sergej Rostovcev e Maksim Suchov)
Campionati europei, Inseguimento a squadre Junior (con Dmitrij Markov, Sergej Rostovcev e Maksim Suchov)
Campionati europei, Americana Junior (con Dmitrij Markov)
- 2016

Campionati russi, Americana (con Sergej Rostovcev)
Campionati europei, Americana Under-23 (con Sergej Rostovcev)
- 2017

Grand Prix Minsk, Americana (con Sergej Rostovcev)
Campionati russi, Americana (con Denis Nekrasov)
- 2018

4-Bahnen-Tournee Singen, Americana (con Artur Eršov)
Grand Prix Tula, Americana (con Artur Eršov)
Grand Prix Brno, Americana (con Viktor Manakov)
- 2019

Grand Prix Tula, Omnium
Fire on Wheels, Americana (con Artur Eršov)

## Piazzamenti

### Competizioni mondiali
- Campionati del mondo su pista

Seul 2014 - Chilometro a cronometro Junior: 19º
Astana 2015 - Inseguimento a squadre Junior: 3º
Astana 2015 - Corsa a punti Junior: 6º
Astana 2015 - Americana Junior: 2º
Apeldoorn 2018 - Scratch: 16º
Pruszków 2019 - Scratch: 16º
- Campionati del mondo

Doha 2016 - In linea Under-23: 110º

### Competizioni continentali
- Campionati europei su pista

Anadia 2014 - Chilometro a cronometro Junior: 8º
Anadia 2014 - Scratch Junior: 7º
Atene 2015 - Inseguimento a squadre Junior: vincitore
Atene 2015 - Chilometro a cronometro Junior: 2º
Atene 2015 - Scratch Junior: 2º
Atene 2015 - Americana Junior: vincitore
Montichiari 2016 - Americana Under-23: vincitore
Saint-Quentin-en-Yvelines 2016 - Scratch: 19º
Saint-Quentin-en-Yvelines 2016 - Corsa a eliminazione: 7º
Saint-Quentin-en-Yvelines 2016 - Americana: 14º
Sangalhos 2017 - Corsa a eliminazione Under-23: 3º
Sangalhos 2017 - Scratch Under-23: 3º
Sangalhos 2017 - Americana Under-23: 2º
Berlino 2017 - Scratch: 7º
Berlino 2017 - Corsa a eliminazione: 2º
Glasgow 2018 - Scratch: 11º
Glasgow 2018 - Corsa a eliminazione: 16º